# Comment j'ai rencontré mon père
Pour plus de détails, voir Fiche technique et Distribution.
Comment j'ai rencontré mon père est une comédie française réalisée par Maxime Motte et sortie en 2017.

## Synopsis
Un enfant africain adopté recherche son père biologique.

## Fiche technique
- Titre : Comment j'ai rencontré mon père
- Réalisation : Maxime Motte
- Scénario : Maxime Motte et David Charhon
- Musique : Matei Bratescot
- Montage : Louise Decelle
- Photographie : David Chambille
- Décors : Alina Santos
- Costumes : Catherine van Bree
- Producteur : Laetitia Galitzine et Philippe Rousselet
- Production : Chapka Films et Vendôme Production
  - Coproduction : D8 Films, Nexus Factory et UMedia
- Distribution : Société nouvelle de distribution
- Pays :  France
- Durée : 85 minutes (1 h 25)
- Dates de sortie :
  - France : 7 juin 2017

## Distribution
- François-Xavier Demaison : Elliott
- Isabelle Carré : Ava
- Albert Delpy : André
- Diouc Koma : Kwabéna
- Owen Kanga : Enguerrand
- Robert Lemaire : Jacques
- Bernard Marbaix : René
- Nicole Shirer : Edmonde
- Maxime Motte : M. Marianant
- Clément Manuel : le responsable de l'accrobranche
- Eric De Staercke : le directeur de la maison de retraite
- Kody Kim : le frère de Kwabéna
- Laure Godisiabois : la directrice d’école